# 永茂乡
永茂乡，是中华人民共和国吉林省白城市洮南市下辖的一个乡镇级行政单位。

## 行政区划
永茂乡下辖以下地区：
二段村、引蛟村、兴德村、新胜村、五棵树村、头段村、九家子村、永丰村、茂好村、三段村、永兴村和四段村。